# Верхнесалтовский сельский совет
Верхнеса́лтовский либо Ве́рхне-Са́лтовский се́льский сове́т входил до 2000 года в состав
Волчанского района Харьковской области
Украины.
Административный центр сельского совета находился в
селе Верхний Салтов
.

## История
- Между 1917 и 1930 годами — дата образования Верхне-Салтовского сельского Совета депутатов трудящихся в составе Волчанского уезда Харьковской губернии Украинской Советской Советской Социалистической Республики.
- С 1923 года — в составе Харьковского округа, с 1932 — Харьковской области УССР.
- В 2000 году сельсовет был присоединен к расположенному севернее Рубежа́нскому сельскому совету[3].

## Населённые пункты совета
- село Ве́рхний Са́лтов
- село Заму́ловка (до 2016 — Октя́брьское (Жовтне́вое)
- село Укра́инка